# Florin Daniel Pripici
Florin Daniel Pripici (ur. 7 marca 1995 w Sinaia) – rumuński biegacz narciarski, zawodnik klubu CSS Sinaia.

## Kariera
Po raz pierwszy na arenie międzynarodowej pojawił się 3 grudnia 2011 roku, podczas zawodów „FIS Race” w Seefeld (Austria), gdzie zajął 69. miejsce na dystansie 10 km stylem klasycznym.
W Pucharze Świata zadebiutował 18 stycznia 2014 roku w Szklarskiej Porębie, gdzie zajął 54. w sprincie stylem dowolnym. Pucharowych punktów do tej pory nie zdobył.

## Osiągnięcia

### Igrzyska olimpijskie
| Miejsce | Dzień     | Rok  | Miejscowość | Konkurencja                      | Czas biegu   | Strata   | Zwyciężczyni        |
| ------- | --------- | ---- | ----------- | -------------------------------- | ------------ | -------- | ------------------- |
| 68.     | 11 lutego | 2014 | Soczi       | Sprint stylem dowolnym           | –            | –        | Ola Vigen Hattestad |
| 18.     | 19 lutego | 2014 | Soczi       | Sprint drużynowy stylem dowolnym | 23:14,89 min | półfinał | Finlandia           |

### Mistrzostwa świata
| Miejsce | Dzień     | Rok  | Miejscowość | Konkurencja              | Czas biegu  | Strata      | Zwycięzca      |
| ------- | --------- | ---- | ----------- | ------------------------ | ----------- | ----------- | -------------- |
| 72.     | 19 lutego | 2015 | Falun       | Sprint stylem klasycznym | 3:02,35 min | –           | Petter Northug |
| 84.     | 25 lutego | 2015 | Falun       | 15 km stylem dowolnym    | 35:01,6 min | +7:47,4 min | Johan Olsson   |

### Mistrzostwa świata juniorów
| Miejsce | Dzień     | Rok  | Miejscowość | Konkurencja              | Czas biegu  | Strata      | Zwyciężczyni      |
| ------- | --------- | ---- | ----------- | ------------------------ | ----------- | ----------- | ----------------- |
| 64.     | 20 lutego | 2012 | Erzurum     | Sprint stylem dowolnym   | –           | –           | Siergiej Ustiugow |
| 70.     | 22 lutego | 2012 | Erzurum     | 10 km stylem klasycznym  | 25:24,7 min | +3:29,6 min | Siergiej Ustiugow |
| 70.     | 24 lutego | 2012 | Erzurum     | 20 km bieg łączony       | 50:28,8 min | +5:22,8 min | Siergiej Ustiugow |
| 69.     | 21 lutego | 2013 | Liberec     | Sprint stylem klasycznym | –           | –           | Lennart Metz      |
| 37.     | 23 lutego | 2013 | Liberec     | 10 km stylem dowolnym    | 23:32,5 min | +1:47,2 min | Dmitrij Rostowcew |
| 53.     | 25 lutego | 2013 | Liberec     | 20 km bieg łączony       | 47:40,2 min | +4:40,7 min | Dmitrij Rostowcew |
| 18.     | 27 lutego | 2013 | Liberec     | Sztafeta 4 × 5 km        | 45:35,5 min | +4:46,6 min | Rosja             |
| 45.     | 3 lutego  | 2015 | Ałmaty      | Sprint stylem klasycznym | 3:01,25 min | –           | Fredrik Riseth    |
| 7.      | 4 lutego  | 2015 | Ałmaty      | 10 km stylem dowolnym    | 23:36,4 min | +1:19,6 min | Alexey Chervotkin |
| 40.     | 6 lutego  | 2015 | Ałmaty      | 20 km bieg łączony       | 48:53,3 min | +5:06,3 min | Alexey Chervotkin |

### Mistrzostwa świata młodzieżowców
| Miejsce | Dzień       | Rok  | Miejscowość    | Konkurencja              | Czas biegu  | Strata       | Zwycięzca            |
| ------- | ----------- | ---- | -------------- | ------------------------ | ----------- | ------------ | -------------------- |
| 23.     | 22 lutego   | 2016 | Râșnov         | Sprint stylem dowolnym   | 2:35,78 min | –            | Lucas Chanavat       |
| 65.     | 25 lutego   | 2016 | Râșnov         | 15 km stylem dowolnym    | 31:13,3 min | +4:33,3 min  | Simen Hegstad Krüger |
| 39.     | 31 stycznia | 2017 | Soldier Hollow | Sprint stylem klasycznym | 3:32,78 min | –            | Fredrik Riseth       |
| 42.     | 2 lutego    | 2017 | Soldier Hollow | 15 km stylem dowolnym    | 32:55,7 min | +4:11,4 min  | Aleksandr Bolszunow  |
| DNF     | 4 lutego    | 2017 | Soldier Hollow | 30 km bieg łączony       | 1:15:31,5 h | nie ukończył | Aleksandr Bolszunow  |

### Igrzyska olimpijskie młodzieży
| Miejsce | Dzień       | Rok  | Miejscowość | Konkurencja                    | Czas biegu  | Strata       | Zwyciężczyni        |
| ------- | ----------- | ---- | ----------- | ------------------------------ | ----------- | ------------ | ------------------- |
| 30.     | 17 stycznia | 2012 | Innsbruck   | 10 km stylem klasycznym        | 29:28,8 min | +3:46,6 min  | Aleksander Seljanow |
| 28.     | 19 stycznia | 2012 | Innsbruck   | Sprint stylem dowolnym         | –           | –            | Andreas Molden      |
| 21.     | 21 stycznia | 2012 | Innsbruck   | Sztafeta mieszana z biathlonem | 1:04:23,4 h | +10:10,1 min | Niemcy              |

### Olimpijski festiwal młodzieży Europy
| Miejsce | Dzień     | Rok  | Miejscowość | Konkurencja              | Czas biegu  | Strata      | Zwyciężczyni      |
| ------- | --------- | ---- | ----------- | ------------------------ | ----------- | ----------- | ----------------- |
| 28.     | 18 lutego | 2013 | Braszów     | 10 km stylem dowolnym    | 24:25,0 min | +2:32,6 min | Alexey Chervotkin |
| 40.     | 19 lutego | 2013 | Braszów     | 7,5 km stylem klasycznym | 18:49,4 min | +2:08,5 min | Alexey Chervotkin |
| 15.     | 21 lutego | 2013 | Braszów     | Sprint stylem dowolnym   | –           | –           | Aksel Rosenvinge  |
| 9.      | 22 lutego | 2013 | Braszów     | Sztafeta mieszana        | 56:09.7 min | +6:09,5 min | Rosja             |

### Puchar Świata

#### Miejsca w klasyfikacji generalnej
| Sezon     | Miejsce           |
| --------- | ----------------- |
| 2013/2014 | niesklasyfikowany |

#### Miejsca na podium
Pripici nigdy nie stał na podium indywidualnych zawodów Pucharu Świata.

#### Miejsca w poszczególnych konkursachPucharu Świata
| Sezon 2013/2014                                                                         |                      |                     |                |                            |                       |                    |                     |                        |                      |                          |                            |                                |                              |                             |     |                                   |                               |                                  |                        |                     |                   |                      |                     |                     |                    |                         |                            |        |        |        |        |        |        |        |        |        |        |        |        |        |        |        |        |        |        |        |        |        |        |
| Ruka 29.11 (SP C)                                                                       | Ruka 30.11 (10 km C) | Ruka 1.12 (15 km F) | Nordic Opening | Lillehammer 7.12 (15 km C) | Davos 14.12 (30 km F) | Davos 15.12 (SP F) | Asiago 21.12 (SP C) | Oberhof 28.12 (4 km F) | Oberhof 29.12 (SP F) | Lenzerheide 31.12 (SP F) | Lenzerheide 1.01 (15 km C) | Cortina-Toblach 3.01 (35 km F) | Val di Fiemme 4.01 (10 km C) | Val di Fiemme 5.01 (9 km F) | TdS | Nové Město na Moravě 11.01 (SP F) | Szklarska Poręba 18.01 (SP F) | Szklarska Poręba 19.01 (15 km C) | Toblach 1.02 (15 km C) | Toblach 2.02 (SP F) | Lahti 1.03 (SP F) | Lahti 2.03 (15 km F) | Drammen 5.03 (SP C) | Oslo 9.03 (50 km C) | Falun 14.03 (SP C) | Falun 15.03 (2 × 15 km) | Finał Pucharu Świata 16.03 | punkty | punkty | punkty | punkty | punkty | punkty | punkty | punkty | punkty | punkty | punkty | punkty | punkty | punkty | punkty | punkty | punkty | punkty | punkty | punkty | punkty | punkty |
| -                                                                                       | -                    | -                   | –              | –                          | –                     | –                  | –                   | -                      | -                    | -                        | -                          | -                              | -                            | -                           | –   | –                                 | 54                            | –                                | –                      | –                   | –                 | –                    | –                   | –                   | -                  | -                       | –                          | 0      | 0      | 0      | 0      | 0      | 0      | 0      | 0      | 0      | 0      | 0      | 0      | 0      | 0      | 0      | 0      | 0      | 0      | 0      | 0      | 0      | 0      |
| Legenda                                                                                 |                      |                     |                |                            |                       |                    |                     |                        |                      |                          |                            |                                |                              |                             |     |                                   |                               |                                  |                        |                     |                   |                      |                     |                     |                    |                         |                            |        |        |        |        |        |        |        |        |        |        |        |        |        |        |        |        |        |        |        |        |        |        |
| 1 2 3 4-10 11-30 31-100 wyniki anulowane - – zawodnik nie wystartował TdS – Tour de Ski |                      |                     |                |                            |                       |                    |                     |                        |                      |                          |                            |                                |                              |                             |     |                                   |                               |                                  |                        |                     |                   |                      |                     |                     |                    |                         |                            |        |        |        |        |        |        |        |        |        |        |        |        |        |        |        |        |        |        |        |        |        |        |